# Leucippus (geslacht)
Leucippus is een geslacht van vogels uit de familie kolibries (Trochilidae) en de geslachtengroep Trochilini (briljantkolibries). Er is één soort:
- Leucippus fallax  – Bruine kolibrie

Op grond van DNA-onderzoek zijn drie soorten uit dit geslacht verplaatst naar het heropgerichte geslacht Thaumasius. 